# Học không có giám sát
Học không có giám sát (tiếng Anh: unsupervised learning) là một phương pháp của ngành học máy nhằm tìm ra một mô hình mà phù hợp với các quan sát. Nó khác biệt với học có giám sát ở chỗ là đầu ra đúng tương ứng cho mỗi đầu vào là không biết trước. Trong học không có giám sát, một tập dữ liệu đầu vào được thu thập. Học không có giám sát thường đối xử với các đối tượng đầu vào như là một tập các biến ngẫu nhiên. Sau đó, một mô hình mật độ kết hợp sẽ được xây dựng cho tập dữ liệu đó.
Học không có giám sát có thể được dùng kết hợp với suy luận Bayes để cho ra xác suất có điều kiện (nghĩa là học có giám sát) cho bất kì biến ngẫu nhiên nào khi biết trước các biến khác.
Học không có giám sát cũng hữu ích cho việc nén dữ liệu: về cơ bản, mọi giải thuật nén dữ liệu hoặc là dựa vào một phân bố xác suất trên một tập đầu vào một cách tường minh hay không tường minh.
Một dạng khác của học không có giám sát là phân nhóm dữ liệu, nó đôi khi không mang tính xác suất.